# Deutsche ATSB-Fußballmeisterschaft 1924/25
Die deutsche ATSB-Fußballmeisterschaft 1925 war die sechste vom Arbeiter-Turn- und Sportbund ausgerichtete deutsche Meisterschaft im Fußball. Sieger wurde der Dresdner SV 10.

## Modus und Teilnehmer
Die 17 ATSB-Kreismeister ermittelten in vier regionalen Endrunden die Teilnehmer an der Endrunde auf Reichsebene. Gespielt wurde bis auf eine Ausnahme in der süddeutschen Vorrunde im K.-o.-System. 
| Nordwestdeutschland - TSV Bettenhausen - ATV Bremerhaven - Düsseldorf-Eller - FSV Lübeck | Mitteldeutschland - SpVgg Brieg - Dresdner SV 10 - FT Gera-Untermhaus - SpVgg Halle-Kröllwitz | Ostdeutschland - TV Eichenkranz Eulo - FT Stettin-Nemitz - FT Ponarth - SV Stralau 10 | Süddeutschland - Sport 06 Ketsch - BSC München - TuS Nürnberg-West - TG Sprendlingen - FT Stuttgart |

## Verbandsmeisterschaften

### Nordwest
Halbfinale
| Datum          |                  | Ergebnis  |                  | Austragungsort                 |
| -------------- | ---------------- | --------- | ---------------- | ------------------------------ |
| 19. April 1925 | FSV Lübeck       | 0:3 (0:2) | ATV Bremerhaven  | Lübeck-St. Lorenz              |
| 10. Mai 1925   | Düsseldorf-Eller | 2:0 (0:0) | TSV Bettenhausen | Düsseldorf, Kartell-Sportplatz |

Finale
| Datum        |                 | Ergebnis  |                  | Austragungsort |
| ------------ | --------------- | --------- | ---------------- | -------------- |
| 21. Mai 1925 | ATV Bremerhaven | 1:0 (1:0) | Düsseldorf-Eller | Geestemünde    |

### Mitte
Halbfinale
| Datum          |                       | Ergebnis             |                       | Austragungsort                |
| -------------- | --------------------- | -------------------- | --------------------- | ----------------------------- |
| 19. April 1925 | SpVgg Brieg           | 1:7 (1:3)            | Dresdner SV 10        | Breslau, Linke-Hofmann-Platz  |
| 3. Mai 1925    | FT Gera-Untermhaus    | 1:1 n. V. (1:1, 0:0) | SpVgg Halle-Kröllwitz | Erfurt                        |
| 10. Mai 1925   | SpVgg Halle-Kröllwitz | 3:1                  | FT Gera-Untermhaus    | Magdeburg, Sportfreunde-Platz |

Finale
| Datum        |                       | Ergebnis  |                | Austragungsort |
| ------------ | --------------------- | --------- | -------------- | -------------- |
| 17. Mai 1925 | SpVgg Halle-Kröllwitz | 1:7 (1:3) | Dresdner SV 10 | Halle (Saale)  |

### Ost
Halbfinale
| Datum          |                   | Ergebnis  |                     | Austragungsort                      |
| -------------- | ----------------- | --------- | ------------------- | ----------------------------------- |
| 19. April 1925 | FT Stettin-Nemitz | 1:2 (1:1) | FT Ponarth          | Stettin, Sportplatz Wussower Straße |
| 26. April 1925 | SV Stralau 10     | 6:2 (0:2) | TV Eichenkranz Eulo | Berlin, Sportplatz Wagnerstraße     |

Finale
| Datum        |               | Ergebnis  |            | Austragungsort                  |
| ------------ | ------------- | --------- | ---------- | ------------------------------- |
| 17. Mai 1925 | SV Stralau 10 | 1:0 (1:0) | FT Ponarth | Berlin, Sportplatz Kynaststraße |

### Süd
Vorrunde
Die Meister der ATSB-Kreise Baden-Pfalz, Hessen-Nassau und Württemberg ermittelten in einer doppelten Punkterunde einen Endspielteilnehmer:
| Platz | Verein          | Sp. | Tore | Punkte |
| ----- | --------------- | --- | ---- | ------ |
| 1.    | FT Stuttgart    | 4   | 10:4 | 6:2    |
| 2.    | Sport 06 Ketsch | 4   | 9:7  | 4:4    |
| 3.    | TG Sprendlingen | 4   | 4:12 | 2:6    |

Die Meister der ATSB-Kreise Nordbayern und Südbayern ermittelten in Hin- und Rückspiel den zweiten Finalisten:
| Datum        |                   | Ergebnis  |                   | Austragungsort |
| ------------ | ----------------- | --------- | ----------------- | -------------- |
| 1. März 1925 | TuS Nürnberg-West | 3:1 (2:1) | BSC München       | Nürnberg       |
| März 1925    | BSC München       | 1:2 (0:1) | TuS Nürnberg-West | München        |

Finale
Das Finale um die süddeutsche ATSB-Meisterschaft wurde in Hin- und Rückspiel ausgetragen.
| Datum        |                   | Ergebnis |                   | Austragungsort |
| ------------ | ----------------- | -------- | ----------------- | -------------- |
| 3. Mai 1925  | TuS Nürnberg-West | 2:1      | FT Stuttgart      | Nürnberg       |
| 21. Mai 1925 | FT Stuttgart      | 1:4      | TuS Nürnberg-West | Stuttgart      |

## Endrunde um die Bundesmeisterschaft
Halbfinale
| Datum        |                   | Ergebnis  |                 | Austragungsort                |
| ------------ | ----------------- | --------- | --------------- | ----------------------------- |
| 7. Juni 1925 | SV Stralau 10     | 2:0 (2:0) | ATV Bremerhaven | Berlin, Lichtenberger Stadion |
| 7. Juni 1925 | TuS Nürnberg-West | 1:4 (1:2) | Dresdner SV 10  | Nürnberg                      |

Finale
| Datum         |                | Ergebnis  |               | Austragungsort           |
| ------------- | -------------- | --------- | ------------- | ------------------------ |
| 27. Juni 1925 | Dresdner SV 10 | 7:0 (3:0) | SV Stralau 10 | Dresden, Ilgen-Kampfbahn |